# Jürgen Zech
Jürgen Zech (* 20. November 1965 in Bludenz) ist ein liechtensteinischer Treuhänder und ehemaliger Politiker.

## Biografie
Zech absolvierte eine kaufmännische Lehre bei der Hilti AG in Schaan. Nach verschiedenen Tätigkeiten im Finanzdienstleistungsbereich ist er seit 1991 als selbstständiger Treuhänder tätig. In den 1990ern war Zech auch als Fussballer aktiv und kam als Spieler der USV Eschen/Mauren zwischen 1994 und 1996 in sechs Länderspielen für das liechtensteinische Nationalteam zum Einsatz.
2001 wurde er für die Fortschrittliche Bürgerpartei (FBP) im Wahlkreis Unterland in den Landtag des Fürstentums Liechtenstein gewählt und gehörte diesem bis 2005 an. In seiner Zeit als Abgeordneter war Zech unter anderem Vorsitzender der liechtensteinischen Delegation bei den EFTA- und EWR-Parlamentarier-Komitees. Des Weiteren rückte er 2004 für den ausgeschiedenen Adrian Hasler in die Finanzkommission nach.
Zech ist verheiratet, wohnt in Nendeln und hat drei Söhne.